# 惑星軌道の永年変化
惑星軌道の永年変化（フランス語: Variations Séculaires des Orbites Planétaires; VSOP）とは、フランス、パリのフランス経度局の科学者により開発、および保守（最新かつ最高精度の測定にあわせた理論の更新）が行われている半解析的な惑星運動理論である。最初に発表されたVSOP82は、任意の時刻における軌道要素のみを計算していた。後に発表されたVSOP87では、精度が向上した他にも、軌道要素に加えて惑星の位置を直接計算できるようになっている。
「惑星軌道の永年変化」とは、水星から海王星までの惑星の軌道の長期にわたる変動（永年変化）を表わす概念である。もし、惑星同士の間に働く万有引力を無視して太陽と惑星の間にのみ引力が働くモデルを考え、さらに理想化を加えると、惑星の軌道はケプラーの楕円軌道となる。この理想化されたモデルでは楕円軌道の形や向きは永遠に不変である。現実には、惑星はつねにケプラーの楕円軌道にほぼ沿っているが、楕円の形や向きは時間の経過につれてゆっくりと変化していく。何世紀にもわたり、単純なケプラー軌道からのずれを説明する複雑なモデルが作成されてきた。モデルの改良だけでなく、効率的かつ精度のよい数値解析手法も開発されてきた。
現在、計算による予測と観測の間の差は十分に小さく、基礎物理に欠けている何らかの仮定の存在を示唆する観測結果はない。そのような仮定上のずれは、しばしばポスト・ケプラー効果と呼ばれる。

## 歴史
惑星位置の予測は、古代から行なわれてきた。注意深い観測と幾何計算は、プトレマイウスの体系と呼ばれる地球中心型太陽系モデルに結実した。この体系のパラメータは中世を通じてインドとイスラムの天文学者により改良が続けられた。
初期近代ヨーロッパにおけるティコ・ブラーエ、ヨハネス・ケプラー、アイザック・ニュートンの功績により、太陽中心型モデルの基礎が築かれた。過去に観測された位置から外挿して未来の惑星の位置を計算することは1740年のジャック・カッシーニによる表に至るまで続けられた。
問題は、たとえば地球は安定で予測が容易な楕円軌道をもたらす太陽の重力だけでなく、程度の差こそあれ月や他の惑星からの重力にも引かれていることである。これらの力は軌道に摂動を引き起こすが、これを厳密に計算することは不可能である。推定することはできるが、進歩した数学や強力な計算機なしには不可能に近い。摂動や惑星間の相互作用を、時間について級数展開した関数、例えば
(a+bt+ct2+...)×cos(p+qt+rt2+...)
などで表わすことが広く行なわれている。上式の a は振幅、 p は位相、 q は主周期であるが、これは駆動力の高調波、つまり惑星の位置と関係する。 例えば、地球の例では、 q= 3×(火星の長さ) + 2×(木星の長さ) である。
1781年、ジョセフ・ルイ・ラグランジュにより初めての線形化による真剣な近似計算が行なわれた。1897年、ようやくジョージ・ウィリアム・ヒルにより二次の項まで取り入れる理論の拡張が行なわれた。三次の項が取り入れられるのは、1970年代に入ってコンピュータの登場により理論の拡張に必要な膨大な計算を取り扱えるようになってからようやくであった。

## 惑星軌道の永年変化

### VSOP82
ピエール・ブレタニョンは1982年、VSOP82として知られるこの理論の最初期版を完成させた。 しかし、長周期の変動により、この理論は100万年ほど（もっと高い精度ではたった1000年）先までしか適用できないと考えられている。
どんな理論でも、主な問題は摂動の大きさが惑星の質量の関数なことである。惑星の質量は、各惑星の月の周期や、惑星近傍を通過する宇宙機の重力による軌道変化を観測することで求められる。観測が増えるほど、精度は増していく。短周期（2、3年以下）の摂動は非常に簡単かつ精度よく求めることができる。しかし、精度のよい観測が行なわれてきた期間はまだまだ短いため、長周期（数年から数世紀）の摂動についてはほぼ定数と見分けがつかない程度のデータしかなく、これを予測することはより難しい。しかし、千年紀単位で最も重要になってくるのはこれらの項である。
悪名高い例は、 the great Venus term と the Jupiter-Saturn great inequality である。これらの惑星の公転周期をみていると、地球の公転周期の8倍が金星の公転周期の13倍とほぼ等しく、木星の公転周期の5倍がおよそ土星の公転周期の2倍であることに気付くかもしれない。
VSOP82の実用上の問題は、長い級数が軌道要素についてのみ与えられているため、そこまでの精度が必要ない場合に、どこで級数を打ち切ってよいのかが分かりづらいことだった。VSOP87では、惑星の位置についての級数も与えられているため、この問題は解決されている。

### VSOP87
VSOP87では、特に上述の長周期項への取り組みの結果、精度は向上しているが計算手法そのものはあまり変っていない。VSOP87は水星、金星、月-地球系の重心についてJ2000.0の前後4000年にわたって誤差が 1″ 以内の精度を保証している。同じ精度が木星と土星についてはがJ2000.0の前後2000年、天王星と海王星については前後6000年にわたって保証されている。
この精度と、自由にアクセスできることも相俟って、VSOP87は現在最も普及した惑星軌道計算ソースである。たとえば、CelestiaやOrbiterにも用いられている。
他にも、極座標系だけでなく直交座標系も扱えるようになっている。摂動論では伝統的に惑星の基本軌道を下に示す6つの軌道要素で表わす。
- a - 軌道長半径
- e - 軌道離心率
- i - 軌道傾斜角
- Ω - 昇交点黄経
- ω - 近日点引数（もしくは近日点黄経 ϖ = ω + Ω）
- T - 近日点通過時刻（もしくは平均近日点角 M）

摂動がなければこれらの軌道要素は定数となるため、摂動の基本項とするのに理想的である。摂動を取り込むと、これらはゆっくり変動し、できるだけ多くの摂動を計算に取り込むことが望ましい。ある時刻の軌道要素が結果として得られ、これから惑星の位置を直交座標系（X,Y,Z）なり球面座標系（黄経、黄緯、日心距離）なりで計算できる。これらの日心座標はたとえば地心座標などの他の視点に容易に換算できる。座標変換には直交座標 （X,Y,Z）を用いればベクトル加算で平行移動（例えば日心から地心へ）が、行列乗算で回転（黄道座標から赤道座標）が計算できるため、多くの場合で便利である。
VSOP87は6つの表にまとめられている。
- VSOP87
  - J2000.0を分点とする[訳語疑問点]日心黄道座標軌道要素
    - 各惑星の先述した6つの軌道要素。軌道が時間と共にどのように変化していくかを見るのに利用される。
- VSOP87A
  - J2000.0を分点とする[訳語疑問点]日心黄道直交座標
    - VSOP87Bと同様、地心座標を得たり、惑星の位置をプロットしたりするのに利用される。
- VSOP87B
  - J2000.0を分点とする[訳語疑問点]日心黄道球面極座標
    - VSOP87Aと同様、地心座標を得たり、惑星の位置をプロットしたりするのに利用される。
- VSOP87C
  - 瞬時の平均春分点を分点とする[訳語疑問点]日心黄道直交座標
    - VSOP87Dと同様、地心座標や出没・南中時刻、ある地点における地平座標の計算に利用される。
- VSOP87D
  - 瞬時の平均春分点を分点とする[訳語疑問点]日心黄道球面極座標
    - VSOP87Cと同様、地心座標や出没・南中時刻、ある地点における地平座標の計算に利用される。
- VSOP87E
  - J2000.0を分点とする[訳語疑問点]重心黄道直交座標[注 4]